# Jan Jargoń
Jan Jargoń (* 23. Juni 1928 in Paulsdorf, heute Zabrze, Polen; † 31. Oktober 1995 in Krakau) war ein polnischer Komponist, Organist, Orgelbauer und ordentlicher Professor an der Musikakademie Krakau.

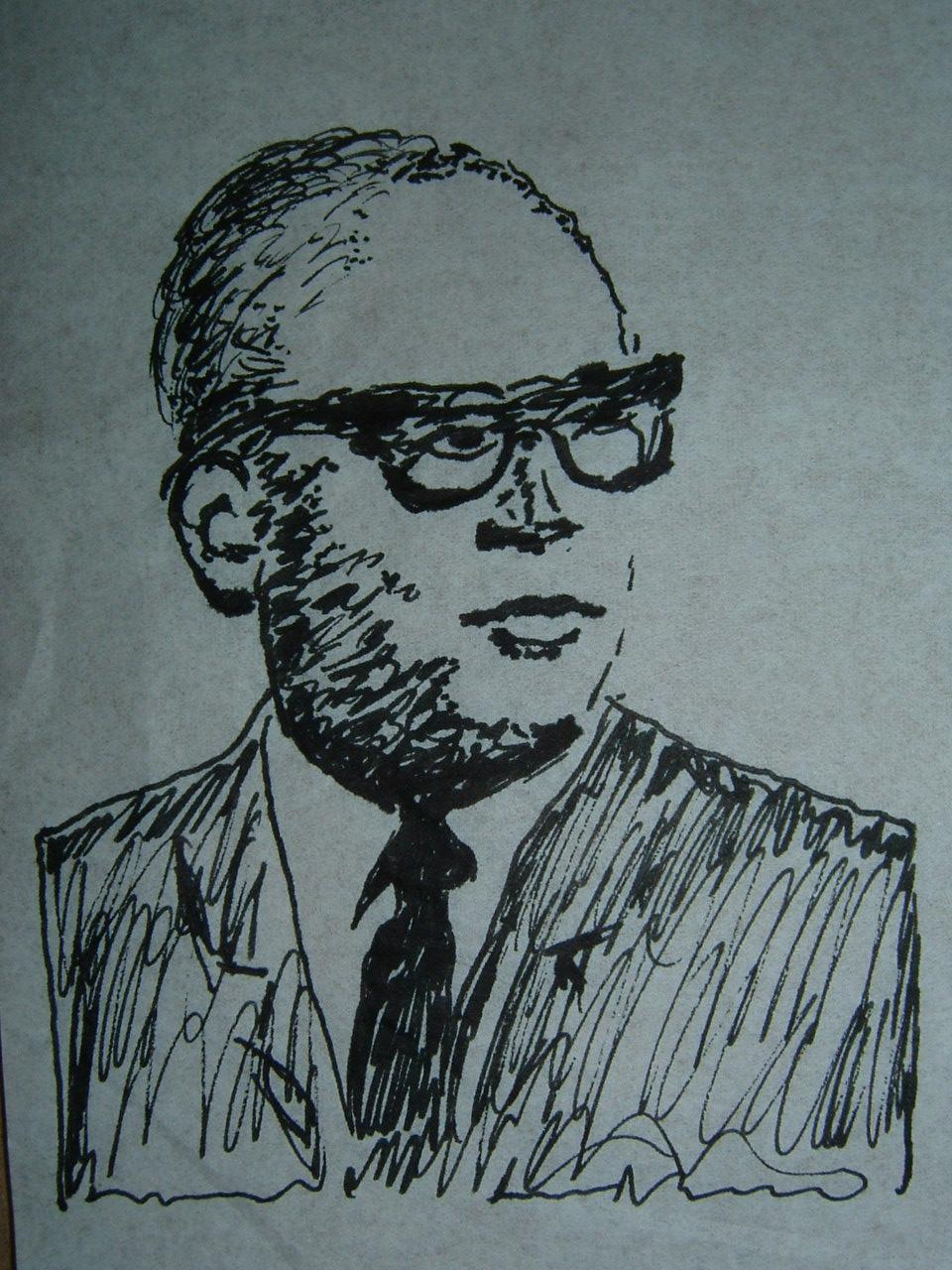
Jan Jargon (Porträt)

## Leben
Bereits im Alter von 7 Jahren begann Jan Jargoń durch die musikalische Tradition der Familie inspiriert, Akkordeon zu spielen. Im Alter von 10 Jahren erhielt er Klavierunterricht und im Jahr 1941 begann er mit dem Orgelunterricht. Aufgrund seines großen Talents folgte 1943 seine Ausbildung an der Landesmusikschule in Kattowitz (Musikakademie Kattowitz).

## Orgelbau
Bereits während seiner musikalischen Ausbildung interessierte sich Jan Jargon für die Funktionsweise der Orgel und den Orgelbau. Diese Leidenschaft begleitete ihn parallel zum Orgelspiel sein Leben lang. 1971 initiierte er die Einrichtung der Kunstwerkstatt für den Erhalt historischer Orgeln in Polen. Jan Jargon leitete im Jahr 1977 mit Orgelbaumeister Franz Rietzsch die Rekonstruktion der Orgel der Dominikaner Klosterkirche St. Nikolaus in Danzig und im Jahr 1984 mit Magister Jacek Kulig die Restaurierung der Orgel der Pauliner Klosterkirche in Krakau. Diese Orgeln wurden in der Serie Historische Orgeln in Polen des Labels aulos – MusiKado vorgestellt; neben Werken von Johann Sebastian Bach und Feliks Nowowiejski spielte Jan Jargoń auch Teile der Eigenkomposition Triptychon per Organo. 1977 leitete Jargon den Orgelbau in der Kirche der Mutter Gottes, der Königin von Polen in Nowa Huta.
Die Orgel in der Krakauer Philharmonie ist in enger Zusammenarbeit zwischen Jan Jargon und dem Orgelbauer Hans Gerd Klais (Bonn) entstanden.

## Veröffentlichungen und Diskographie
- Organy Fromborskie (LP, Veri Ton 30727)
- (mit Joachim Grubich): Historische Orgeln in Polen – Danzig – Krakau (aulos – MusiKado, AUL 66134)

## Kompositionen
- Introduction. Passacaglia für Orgel (1953)
- Kantate für Solostimmen, Chor und Orchester (1954-55)
- Barock Konzert für Orgel und Orchester (1955)
- Lieder für Sopran und Klavier (1959)
- Triptychon per organo (1963)

## Preise und Auszeichnungen
- 1950 Erster Preis im Bach-Wettbewerb in Polen
- 1971 Auszeichnung des Ministeriums für Kunst und Kultur
- 1974 Auszeichnung der Stadt Krakau
- seit 1996 finden jährlich Konzerte in memoriam an Jan Jargon in Krakau statt (siehe Weblinks [1].)

## Verweise